# Chiesa dei Santi Nicolò e Francesco
La chiesa dei Santi Nicolò e Francesco è la parrocchiale di Castrocaro Terme, frazione-capoluogo del comune sparso di Castrocaro Terme e Terra del Sole, in provincia di Forlì-Cesena e diocesi di Forlì-Bertinoro; fa parte del vicariato di Acquacheta.

## Storia
La prima citazione di una chiesa a Castrocaro, alla quale era annesso un convento dei frati minori francescani, risale al 1280 ed è da ricercarsi nel testamento di Rinieri da Calboli.
In seguito, durante degli scontri bellici, la cappella venne distrutta e poi nel 1398 fu riedificata; nel 1439 venne realizzata la sacrestia. La chiesa fu oggetto di un rimaneggiamento nel 1520.
La consacrazione venne celebrata nel 1727 dal vescovo di Forlì Tommaso Torelli, mentre poi tra il 1752 e il 1756 furono condotti alcuni lavori di ristrutturazione.
Nel 1783 il convento venne soppresso per decreto del granduca di Toscana Leopoldo II d'Asburgo-Lorena e contestualmente la chiesa fu eretta a parrocchiale.
Nel 1932 venne condotto un rifacimento della chiesa, che negli anni sessanta fu sottoposta ad un'ulteriore risistemazione.

## Descrizione

### Esterno
La facciata della chiesa, che volge a sud-est e che è a salienti, è scandita da lesene poggianti su uno zoccolo in graniglia e presenta centralmente il portale d'ingresso lunettato, raggiungibile attraverso quattro scalini e sovrastato dal rosone con vetri policromi, mentre nelle due ali laterali si aprono altrettante bifore.
Annesso alla parrocchiale è il campanile, suddiviso in un registro più antico, risalente al XVI secolo e in pietra, e in uno più recente, aggiunto nel XIX secolo e caratterizzato dalle quattro aperture all'altezza della cella.

### Interno

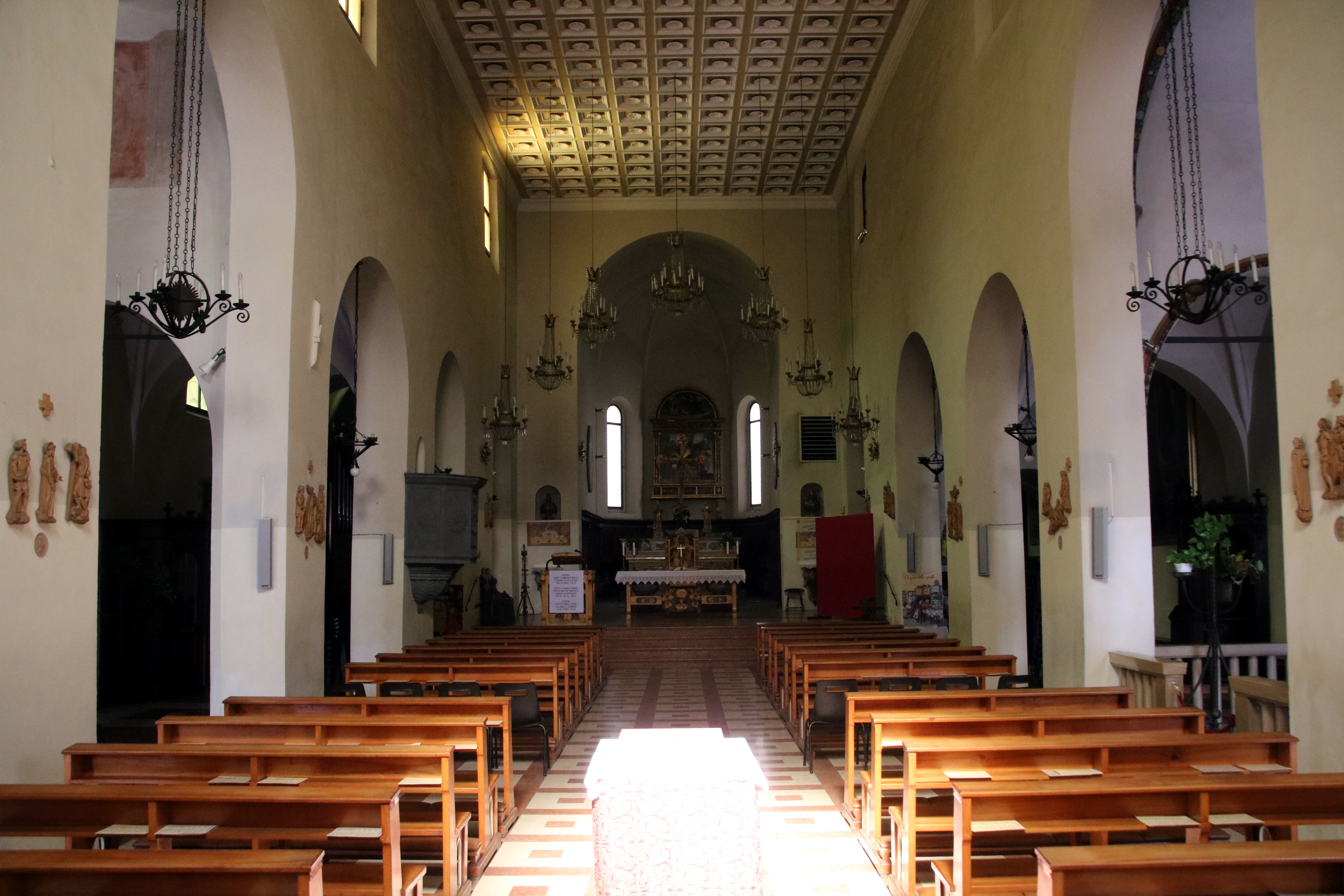
L'interno

L'interno dell'edificio si compone di tre navate, la centrale delle quali è coperta da soffitto piano a cassettoni, suddivise in cinque campate, sulle quali s'affacciano dieci cappelle laterali; al termine dell'aula si sviluppa il presbiterio, sul quale si aprono due ulteriori cappelle, a sua volta chiuso dall'abside.
Opere di pregio qui conservate sono la pala avente come soggetto la Beata Vergine con i Santi Agostino e Antonio da Padova, eseguita nel XVI secolo da Marco Palmezzano, le due tele ritraenti il Beato Gambacorta, dipinta nel Settecento da Giuseppe Marchetti, e la Visitazione di Maria Vergine a Santa Elisabetta, realizzata nel 1611 da Francesco Longhi, il bassorilievo della Beata Vergine col Bambino, di scuola fiorentina e risalente al XV secolo, e la rappresentazione della Madonna Immacolata tra i Santi Francesco e Carlo Borromeo, eseguita nel XVII secolo da Giovanni da Barbiano.